# Mihail Salvovics Meszhi
Mihail Salvovics Meszhi (grúzul:  მიხეილ მესხი, oroszul: Михаил Шалвович Месхи; Tbiliszi, 1937. január 12. – Tbiliszi, 1991. április 22.) Európa-bajnok grúz labdarúgó.

## Pályája
A szovjet válogatott tagjaként részt vett az 1960-as Európa-bajnokságon és az 1962-es világbajnokságon.
Fia Miheil Meszhi korábban gyerekszínész, majd labdarúgó volt.

## Sikerei, díjai
Dinamo Tbiliszi
- Szovjet bajnok (1): 1964

Szovjetunió
- Európa-bajnok (1): 1960